# Jaume Botey i Garriga
Jaume Botey i Garriga (Badalona, 1841 - 12 d'agost de 1934) va ser un mestre d'obres, constructor, agrimensor i polític català, alcalde de Badalona entre 1875 i 1876, en iniciar-se la Restauració borbònica.
Nascut a Badalona el 1841, en una família en origen de Teià. Es va titular com a agrimensor i mestre d'obres a l'Escola de Belles Arts de Barcelona el novembre de 1861 i el febrer de 1862, respectivament. Va obtenir una nota d'excel·lent en la revàlida de mestre d'obres.
Va ser autor d'edificis amb usos diversos. Destaca en l'àmbit civil el Teatre Zorrilla de Badalona (1868), o la casa Pere Tejedor (1919); mentre que també s'ocupà de la construcció del Col·legi de Sant Andreu seguint el projecte de l'arquitecte Francesc Rogent i sota la supervisió de Pere Falqués. D'altra banda, en l'àmbit industrial, va ser l'autor del primer edifici de la fàbrica de Charles Lorilleux a Badalona, instal·lada a la ciutat el 1888, i de la Compañía Auxiliar del Comercio y la Industria (1899), coneguda com CACI, i de la destil·leria de l'Anís del Mono, reformada anys més tard, a principis de segle xx, pel seu fillastre.
Va participar també en la política local badalonina. D'ell es diu que va ser un dels pocs badalonins que va votar a les dues repúbliques espanyoles, el 1873 i el 1931. Durant la Restauració va ser militant del Partit Conservador, va ser el primer alcalde de Badalona de la Restauració, entre el 21 de març de 1875 i el 5 de juliol de 1876. També va ser una persona de tendència catalanista i va ser congressista efectiu al I Congrés internacional de la llengua catalana.
En l'àmbit personal es va casar amb Francesca Barriga i Torner, vídua de Ramon Amigó i Umbert, convertint-se en padrastre de l'arquitecte Joan Amigó i Barriga, que posteriorment seria el màxim representant del modernisme a la Badalona, al qual va influir perquè es dediqués a l'arquitectura.